# Пиније (Белуно)
Пиније (итал. Piniè) је насеље у Италији у округу Белуно, региону Венето.
Према процени из 2011. у насељу је живело 49 становника. Насеље се налази на надморској висини од 815 м.